# Портрет Петра Александровича Толстого
«Портрет Петра Александровича Толстого» — картина Джорджа Доу и его мастерской из Военной галереи Зимнего дворца.
Картина представляет собой погрудный портрет генерала от инфантерии графа Петра Александровича Толстого из состава Военной галереи Зимнего дворца.
К началу Отечественной войны 1812 года генерал-лейтенант граф Толстой был командующим войсками в Казанской, Нижегородской, Пензенской, Костромской, Симбирской и Вятской губерниях, после вторжения Наполеона возглавил Нижегородское ополчение, занимался организацией снабжения действующей армии и пополнением её за счет резервов. После изгнания французов занимался наведением порядка в освобождённых районах. Во время Заграничного похода 1813 года сначала находился в Польше и командовал отдельным корпусом в Польской армии, блокировал Дрезден, за отличия при осаде Магдебурга и Гамбурга был произведён в генералы от инфантерии.
Изображён в генеральском вицмундире, введённом для пехотных генералов 7 мая 1817 года. На шее крест ордена Св. Георгия 3-го класса; справа на груди звёзды орденов Св. Владимира 2-й степени и Св. Александра Невского. Слева внизу на фоне возле плеча подпись художника: Painted from nature by Geo Dawe RA. С тыльной стороны картины надпись: Ct Tolstoy. Подпись на раме с ошибкой в чине (должен быть указан как генерал от инфантерии): Графъ П. А. Толстой 1й, Генералъ Лейтенантъ. Художник ошибочно не изобразил шейный крест ордена Св. Владимира 2-й степени, из-за чего звезду этого ордена легко спутать с 1-й степенью (1-ю степень этого ордена Толстой получил много позже написания картины — 22 сентября 1830 года).

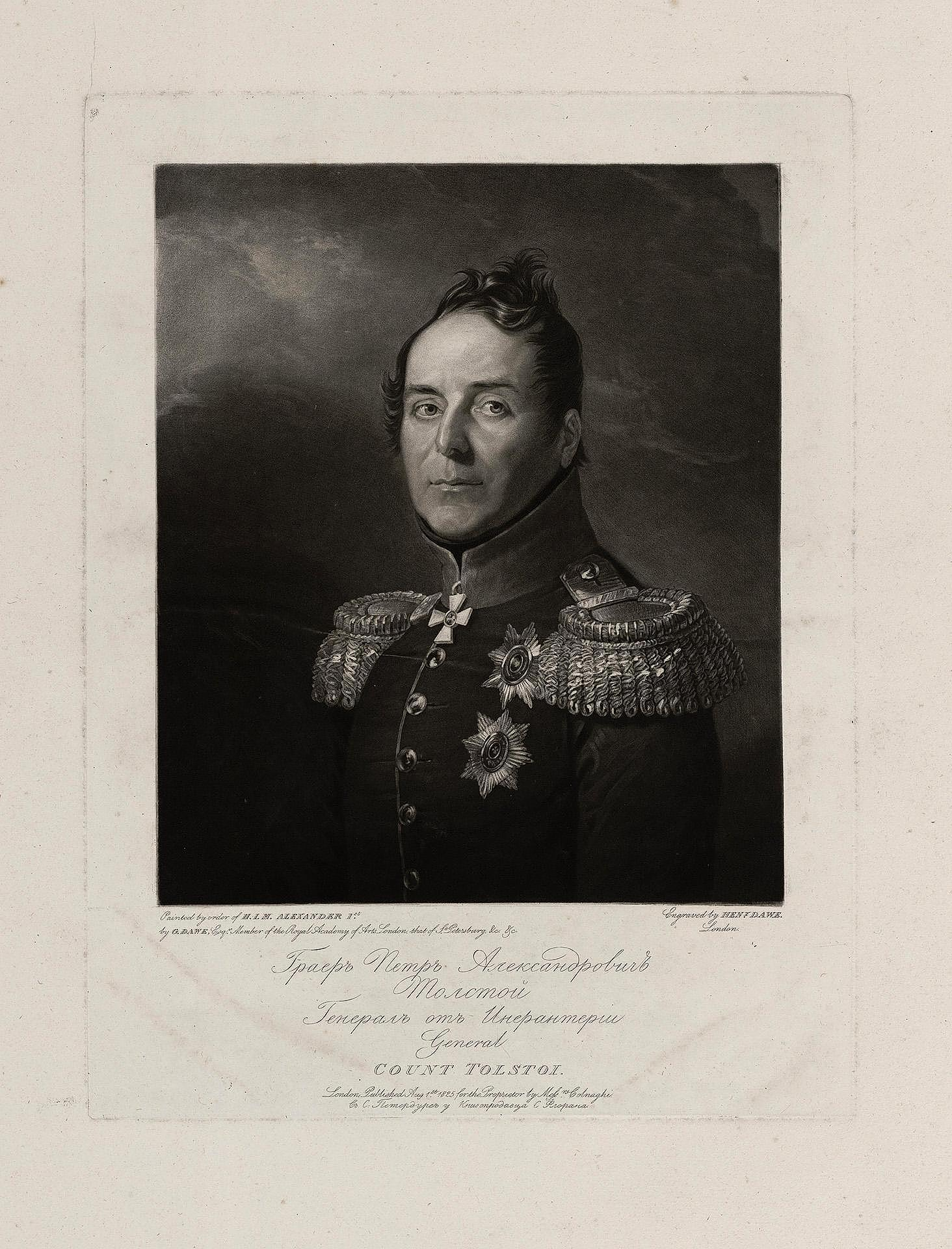
Гравюра Г. Доу, Эрмитаж

Обстоятельства создания портрета не установлены, готовый портрет был принят в Эрмитаж 7 сентября 1825 года. В том же 1825 году в Лондоне фирмой Messrs Colnaghi по заказу петербургского книготорговца С. Флорана с галерейного портрета была сделана гравюра Г. Доу с указанием даты 1 августа 1825 года. Отпечаток этой гравюры также имеется в собрании Эрмитажа (бумага, меццо-тинто, 65,5 × 47,5 см, инвентарный № ЭРГ-493).